# Brassolis laurentii
Brassolis laurentii är en fjärilsart som beskrevs av Hans Ferdinand Emil Julius Stichel 1925. Brassolis laurentii ingår i släktet Brassolis och familjen praktfjärilar. Inga underarter finns listade i Catalogue of Life.